# هدم الكربوهيدرات
هدم الكربوهيدرات هو  تفكيك  الكربوهيدرات لإنتاج الجزيئات الغنية بالطاقة التي تسمى أدينوسين ثلاثي الفوسفاتATP . يتم إنتاج ادينوسين ثلاثي الفوسفات عن طريق أكسدة جزيئات الجلوكوز الناتجة من أيض الكربوهيدرات في  متقدرات الخلايا.

## تحلل الجلوكوز
تحلل الجلوكوز هو تفكك جزيء الجلوكوز (يحتوي على 6 ذرات كربون) إلي جزيئي بيروفات (كل جزيء بيروفات يحتوي على 3 ذرات كربون) كمرحلة أولى لإنتاج الطاقة. هذا يتم في سيتوبلازم الخلية. وعندئذ يمكن للبيروفات اتخاذ أحد من الطريقين: 1) في غياب الأكسجين anaerobic يمكن للبيروفات إنتاج 4 جزيئات ادينوسين ثلاثي الفوسفات بمساعدة إنزيمات. والطريق الثاني 2) يتم في وجود الأكسجين aerobic ؛ وهذا يتم في  المتقدرات.
في المتقدرة يوجد الأكسجين الذي نستنشقه وبالتالي يمكن لعملية تحلل الجلوكوز أن يستمر في المتقدرة؛ أولا تدخل البيروفات إلى داخل المتقدرة. في المتقدرة تتم عمليتان: الأولى تسمى دورة حمض الستريك تنتج NADH (وهو مركب وسطي غني بالطاقة)، ثم الثانية وتسمى سلسلة تنفس حيث يتأكسد NADH إلى ATP ، وحيث أن الأكسجين هنا متوفر فإن جزيء واحد من الجلوكوز ينتج 30 أو 32 جزيء ATP . وهذه كمية أكبر كثيرا عن الـ 4 ATP التي تنتج من الجلوكوز من دون أكسجين. 

## التخمر
حتى في غياب الأكسجين يمكن للجلوكوز عن طريق التحلل إنتاج
ATP. ولكن لكي يستمر تحلل الجلوكوز لإنتاج ATP, لا بد من وجود NAD+ وهو الذي يقوم بأكسدة الجلوكوز. وهذا يتم عن طريق إعادة تدوير NADH إلى +NAD.
وعندما يُختزل +NAD إلى NADH, تنتقل إلكترونات من NADH إلى جزيئات أخرى بحيث تتحول NADH إلى +NAD. تلك العملية تجدد وجود +NAD تسمى عملية تخمر، وهذه يمكن أن تسير في طريقين.

### تخمر حمض اللبنيك
في تخمر حمض اللبنيك يتم اختزال كل من جزيئي  البيروفات مباشرة بواسطة NADH.
والذي تنتج من هذه العملية هو اللكتات lactate . وتستغل   خلايا العضلات اللكتات من أجل إنتاج ATP أثناء حركة الجسم أو الرياضة حيث يكون استهلاك الأكسجين في العضلات أكثر من مستوى تواجد الأكسجين (أي لاهوائيا anaerobic process). ومع استمرار العملية تذهب الزيادة في اللكتات إلى الكبد الذي يحوله إلى صورة بيروفات ثانيا. 
 لأن مستوى تواجد اللكتات العادي في الدم محدود عند مستوى 2 مليجرام/لتر. كما أن تزايد اللكتات بالحركة المستمرة في العضلات تعطل عمل العضلات، ويقال أن كثرة تراكم اللكتات في العضلات تؤدي إلى تقلص العضلات.

### تخمر كحولي
في التخمر الكحولي يتحول جزيء الجلوكوز بالتأكسد إلى إيثانول وثاني أكسيد الكربون. ويقوم  جزئي البيروفات الآتيان من تحلل الجلوكوز باستعادة الـ +NAD . كل جزيء بيروفات يطلق جزيء ثاني أكسيد الكربون ويتحول البروفات إلى أسيتالدهيد. ثم    يُختزل جزيء الأسيتالدهايد بواسطة NADH 
الناتج من تحلل الكربوهيدرات مكونا إيثانول ويساعد +NAD على تكوين ATP.

## التنفس

### دورة حمض الستريك
هذه الدورة، دورة حمض الستريك (وتسمى أيضا دورة كريبس) تتم في المتقدرات. بعد انتهاء تحلل الجولوكوز في سيتوبلازم الخلية يدخل جزيئي البيروفات المتقدرات من أجل المرور بدورة حمض الستريك. في  المتقدرات يوجد الأكسجين. ويحدث خلال تلك الدورة تفكك البيروفات من أجل الاستفادة من الطاقة المخونة فيهما وتكوين ATP. كل جزيء بيروفات يمر خلال عدة تفاعلات وتتحول إلى أسيتيل مرافق الإنزيم-أ acetyl coenzyme A. ومن هذا الجزيء تشارك مجموعة الأسيتيل فقط في دورة حمض الستريك، وتمر في في عدة تفاعلات اختزال، وتقوم بتحفيزها  إنزيمات، وذلك بغرض استخلاص الطاقة من مجموعة الأسيتيل. الطاقة المستخلصة من مجموعة الأسيتيل تكون في هيئة إلكترونات وهي تستخدم من أجل اختزال +NAD و FAD إلى NADH و FADH2, على التوالي. يحتوي NADH و FADH2 على الطاقة المستخلصة من جزيء الجلوكوز وتشترك الإلكترونات في   سلسلة التنفس، حيث يتم فيها الإنتاج النهائي الكبير للـ ATP بمساعدة الأكسجين ، وتـُختزن جزيئات ATP في الخلية لحين الحاجة إليها.  لأنها هي التي تحفز العضلات على التحرك.